# Hebelhaus
Das Hebelhaus in Hausen im Wiesental beherbergt ein Literaturmuseum für den Dichter und Schriftsteller Johann Peter Hebel, der hier einen Teil seiner Kindheit verbrachte.

## Geschichte

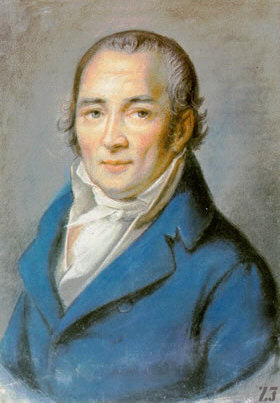
Johann Peter Hebel

Das 1562 erbaute Haus erhielt durch einen Umbau 1718 seine heutige Gestalt. Die Familie Hebel bewohnte das obere Stockwerk, das Ursula Hebel, die Mutter des Dichters, durch eine Erbschaft erhalten hatte. Johann Peter Hebel verbrachte dort seine ersten 13 Lebensjahre, aber nur die Wintermonate, im Sommer wohnte die Familie in Basel, wo Hebels Eltern bei einer Patrizierfamilie in Dienst standen. Als Hebel nach dem Tod der Mutter 1773 nach Karlsruhe ging, verkaufte er im darauffolgenden Jahr seinen Erbteil an dem Haus an den Gresgener Bürger Jakob Böhler. Nach 1787 gab es mehrere Besitzerwechsel. 1850 erwarb die Schopfheimer Lesegesellschaft zum Pflug das obere Stockwerk für 651 Gulden, 1862 überließ sie es der Hausener Hebelstiftung für 1000 Gulden. 1875 konnte die Stiftung schließlich das ganze Haus in ihren Besitz bringen. Bis 1958 war es von Mietern bewohnt, worunter die Bausubstanz sehr gelitten hat. Daher beschloss der Gemeinderat die Renovierung und anschließende Umwandlung in ein Museum. Zum 200. Geburtstag des Dichters 1960 wurde die nahezu original erhaltene Wohnung der Familie Hebel als Heimatmuseum eröffnet. 1978 erfolgte eine Renovierung. Im Jahr 2009 begann man mit der Renovierung des Museums. Am 250. Geburtstag Hebels, am 10. Mai 2010, wurde das Haus als Literaturmuseum wieder eröffnet. Die alten Möbel, Schriftstücke, Bilder und Gegenstände, die sich im Haus befanden, wurden unter dem Aspekt der Authentizität gesichtet und im Falle der Echtheit und nachweisbaren Zugehörigkeit zum Nachlass Johann Peter Hebels und seiner Familie in die neue Ausstellung integriert.

## Museum
Im Erdgeschoss befindet sich ein Multifunktionsraum, in dem man sich beispielsweise trauen lassen kann. Er beherbergt einige interessante Schriftstücke und Gegenstände, wie die Todeslocke und den Spazierstock Hebels, oder einige Briefe von ihm an Freunde und Bekannte.
Im ersten Obergeschoss findet man die Wohnung Hebels, in welcher er bis zu seinem 13. Lebensjahr mit seiner Mutter lebte. Auf dieser Ebene stehen die alemannischen Gedichte im Vordergrund, allen voran Die Wiese und Die Vergänglichkeit. Außerdem ist beispielsweise der Herd zu sehen, an welchem die Mutter Johann Peters ihm das „Habermus“ zubereitet hat, welches ebenfalls Bestandteil eines seiner Gedichte ist.
Im Dachgeschoss finden sich sämtliche Hebelpreis-Träger sowie Hebelplaketten-Träger wieder. Des Weiteren lässt sich einiges über die überregionale Wirkung und Verbreitung Hebels erfahren.
Ebenfalls zu sehen sind Eindrücke des Hebelfestes, welches jedes Jahr am 10. Mai in Hausen im Wiesental zu Ehren des Geburtstages Johann Peter Hebels gefeiert wird.

## Hebel-Stätten in Hausen
Vor der evangelischen Kirche befindet sich ein Hebel-Denkmal. Eine Gedenktafel an der Kirche erinnert an die hier begrabenen Eltern Hebels.